# Haliclona megastoma
Haliclona megastoma är en svampdjursart som beskrevs av Burton 1928. Haliclona megastoma ingår i släktet Haliclona och familjen Chalinidae. Inga underarter finns listade i Catalogue of Life.